# Buplèvre épineux
Bupleurum spinosum
Espèce
Classification phylogénétique
Le buplèvre épineux (Bupleurum spinosum) est une espèce de plantes à fleurs de la famille des Apiaceae, appartenant au genre Bupleurum. C'est un sous-arbrisseau qui se rencontre en Europe (Espagne) mais aussi en Afrique du Nord (Algérie, Maroc, Tunisie).